# Steve Trittschuh
Steve Trittschuh (ur. 24 kwietnia 1965 w Granite City, w stanie Illinois) – amerykański piłkarz grający na pozycji obrońcy.

## Kariera klubowa
Trittschuh ukończył Granite City High School i grał w lokalnej drużynie szkolnej, North Steelers. Następnie w latach 1983–1986 uczęszczał na Southern Illinois University Edwardsville i był członkiem tamtejszego zespołu Southern Illinois Cougars.
Po ukończeniu uniwersytetu w 1987 roku Trittschuh został zawodnikiem drużyny piłki nożnej halowej, St. Louis Steamers i grał w niej przez rok w rozgrywkach Major Indoor Soccer League (MISL). Następnie przeszedł do Tampa Bay Rowdies z ligi American Professional Soccer League (APSL), gdzie spędził rok.
W 1990 roku Trittschuh wyjechał do Czechosłowacji i stał się piłkarzem Sparty Praga. W pierwszej lidze Czechosłowacji rozegrał 13 meczów i zdobył jednego gola, a w 1991 roku został mistrzem kraju. Następnie wrócił do Tampa Bay Rowdies, a w 1992 roku przeszedł do holenderskiego SVV Dordrecht.
W 1993 roku Trittschuh wrócił do Stanów Zjednoczonych. Znów grał w Tampa Bay Rowdies, a w 1994 roku odszedł do St. Louis Ambush z ligi halowej. Następnie grał w Fort Lauderdale Strikers i Montrealu Impact z American Professional Soccer League (APSL).
W 1995 roku Trittschuh podpisał kontrakt z nowo powstałą ligą Major League Soccer i w 1996 roku został wybrany w drafcie przez drużynę Colorado Rapids. W 1997 roku wystąpił z Rapids w finale MLS Cup, przegranym 1:2 z D.C. United. Przez 3 lata grał w podstawowym składzie Rapids, a w 1999 roku odszedł do Tampa Bay Mutiny w zamian za Guillermo Jarę. W Tampa Bay grał do 2001 roku i wtedy też zakończył karierę piłkarską.

## Kariera reprezentacyjna
W reprezentacji Stanów Zjednoczonych Trittschuh zadebiutował 8 czerwca 1987 roku w przegranym 1:3 meczu z Egiptem. W tym samym roku zagrał na Igrzyskach Panamerykańskich, a w 1988 roku wystąpił z kadrą olimpijską na Igrzyskach Olimpijskich w Seulu. W 1990 roku został powołany przez selekcjonera Boba Ganslera do kadry na Mistrzostwa Świata we Włoszech. Tam był rezerwowym i rozegrał jedno spotkanie, przegrane 1:5 z Czechosłowacją. W 1991 roku wygrał z USA Złoty Puchar CONCACAF 1991. Od 1987 do 1995 roku rozegrał w kadrze narodowej 38 meczów i zdobył 2 gole.